# Escoles Sant Bernabé de les Tenes
Les Escoles Sant Bernabé de les Tenes és una obra de Ripoll (Ripollès) protegida com a Bé Cultural d'Interès Local.

## Descripció
Edificació d'una sola planta destinada a escola unitària que contenia una sola aula. Té una entrada realçada amb un pòrtic sobre dos pilars, i destaca a la part posterior una galeria coberta com espai lúdic o d'esbarjo. Si bé ja no es fa servir com escola, és un lloc molt freqüentat pels ripollesos per fer-hi celebracions. És una mostra de tipus d'escola rural de la parròquia de Ripoll, agregat a Ripoll des de 1975.